# 26. červen
26. červen je 177. den roku podle gregoriánského kalendáře (178. v přestupném roce). Do konce roku zbývá 188 dní. Svátek slaví Adriana.

## Události

### Česko
- 1848 – Protože někteří členové Národního výboru se v průběhu povstání zúčastnili bojů proti rakouskému vojsku, byl Národní výbor rozpuštěn.
- 1968 – Pražské jaro: zrušena cenzura.

### Svět
- 1284 – Pištec oděný do pestrého šatu vyvedl z města sto třicet dětí narozených v Hameln. A to na horu Koppen poblíž Kalvárie, kde zmizely beze stopy, praví starobylá pověst o Krysaři.
- 1522 – Osmanská invazní flota dorazila k pobřeží dnešního Turecka a začala přepravovat stotisícovou Sulejmanovu armádu na Rhodos, kde ihned obléhala město. Rytířů bylo jen 500 a spolu s 1500 místními řeckými žoldnéři se s Osmany nemohli měřit.
- 1541 – Peruánský guvernér Francisco Pizarro je zavražděn v Limě při večeři španělskými odpůrci.
- 1672 – Vypuklo tzv. Oravské povstání vedené zemanem Gašparem Pikou.
- 1741 – Marie Terezie korunována uherskou královnou.
- 1794 – Vítězství francouzských revolučních armád v bitvě u Fleurus znamenalo pro Habsburky trvalou ztrátu Rakouského Nizozemí, dnešní Belgie.
- 1906 – V Le Mans odstartoval první automobilová Grand Prix. Závodníci museli ve dvou dnech šestkrát projet okruh dlouhý 103 kilometrů. Vítězem se stal Maďar Ferencz Scisz na voze Renault.
- 1941 – Druhá světová válka: začalo jedno z největších tankových střetnutí v dějinách lidstva bitva u Brodů.
- 1945 – V San Franciscu byla přijata Charta OSN.
- 1974 – Poprvé použit čárový kód (UPC) pro nákup v supermarketu – žvýkačky Wrigley's.
- 1977 – Poslední koncert Elvise Presleyho v aréně Market Square v Indianapolis.
- 1997 – Britské nakladatelství Bloomsbury vydalo první knihu Joanne Rowlingové: Harry Potter a Kámen mudrců, tehdy v pouhých 5650 výtiscích.
- 2015 – Nejvyšší soud USA legalizoval sňatky homosexuálů ve všech státech USA.
- 2016 – Po devíti letech výstavby byl otevřen rozšířený Panamský průplav.

## Narození

### Česko
- 1716 – Viktorín Ignác Brixi, hudební skladatel a varhaník († 1. dubna 1803)
- 1747 – Leopold Koželuh, hudební skladatel († 7. května 1818)
- 1828 – Klotylda Clam-Gallasová, česko-rakouská šlechtična a kněžna z Ditrichštejna († 31. října 1899)
- 1850 – Ferdinand Lobkowicz, šlechtic a politik († 22. dubna 1926)
- 1856 – Jan Janošík, profesor anatomie a histologie († 8. května 1927)
- 1863 – Josef Wara, fotograf († 11. září 1937)
- 1867 – Friedrich Kick, pražský německý architekt († 1945)
- 1868 – Bohumil Podhrázský, český malíř († 4. března 1890)
- 1874 – Eliška Vozábová, jedna z prvních lékařek († 21. července 1973)
- 1877 – Johann Prause, československý politik německé národnosti († ?)
- 1881 – Ladislav Kučera, československý politik († ?)
- 1885
  - František Kadeřávek, matematik, rektor Českého vysokého učení technického († 9. února 1961)
  - Antonie Nedošinská, česká herečka († 17. července 1950)
- 1895 – Lata Brandisová, jediná žena, která zvítězila ve Velké pardubické († 12. května 1981)
- 1897 – Jaroslav Procházka, právník, profesor a rektor Univerzity Karlovy, armádní generál († 7. srpna 1980)
- 1899 – Václav Bartůněk, kněz, církevní a umělecký historik († 30. března 1985)
- 1900 – František Muzika, malíř († 1. listopadu 1974)
- 1902 – Ladislav Štoll, marxistický literární kritik († 6. ledna 1981)
- 1904 – Arnošt Košťál, pardubický hoteliér a odbojář († 2. července 1942)
- 1907 – Zdeněk Vojtěch Peukert, spisovatel († 4. června 1982)
- 1908 – Ladislav Stehlík, básník, spisovatel a malíř († 11. září 1987)
- 1912 – Marie Větrovská, sportovní gymnastka, stříbrná medaile na LOH 1936 († 21. května 1987)
- 1918 – Jiří Krejčík, režisér († 8. srpna 2013)
- 1921 – Mirko Hanák, malíř († 4. listopadu 1971)
- 1925 – Ladislav Hlaváček, československý fotbalový reprezentant
- 1926 – Karel Kosík, filosof († 21. února 2003)
- 1927 – František Kalina, ministr les. a vod. hosp. České soc. rep.
- 1928 – Timoteus Pokora, český sinolog († 11. července 1985)
- 1929 – Karel Vašák, ředitel Mezinárodního ústavu pro lidská práva († 1. května 2015)
- 1934
  - Čestmír Kráčmar, historik, spisovatel, hudební pedagog, sólista opery († 29. srpna 2007)
  - Olga Neveršilová, básnířka, autorka literárněvědných studií a překladatelka († 11. listopadu 2021)
- 1936 – Tomáš Pospíchal, československý fotbalový reprezentant († 21. října 2003)
- 1937 – Jan Brumovský, československý fotbalový reprezentant
- 1945 – Ondřej Neff, spisovatel
- 1946 – Jaroslav Fikar, spisovatel, novinář a rozhlasový zpravodaj
- 1949 – Laďka Kozderková, muzikálová herečka a zpěvačka († 17. listopadu 1986)
- 1952 – Petr Svoboda, český herec, moderátor
- 1960 – Milena Kolářová, česká politička

### Svět

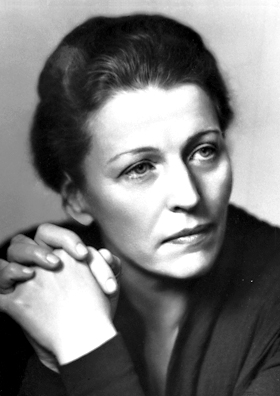
Pearl S. Bucková (* 1892)

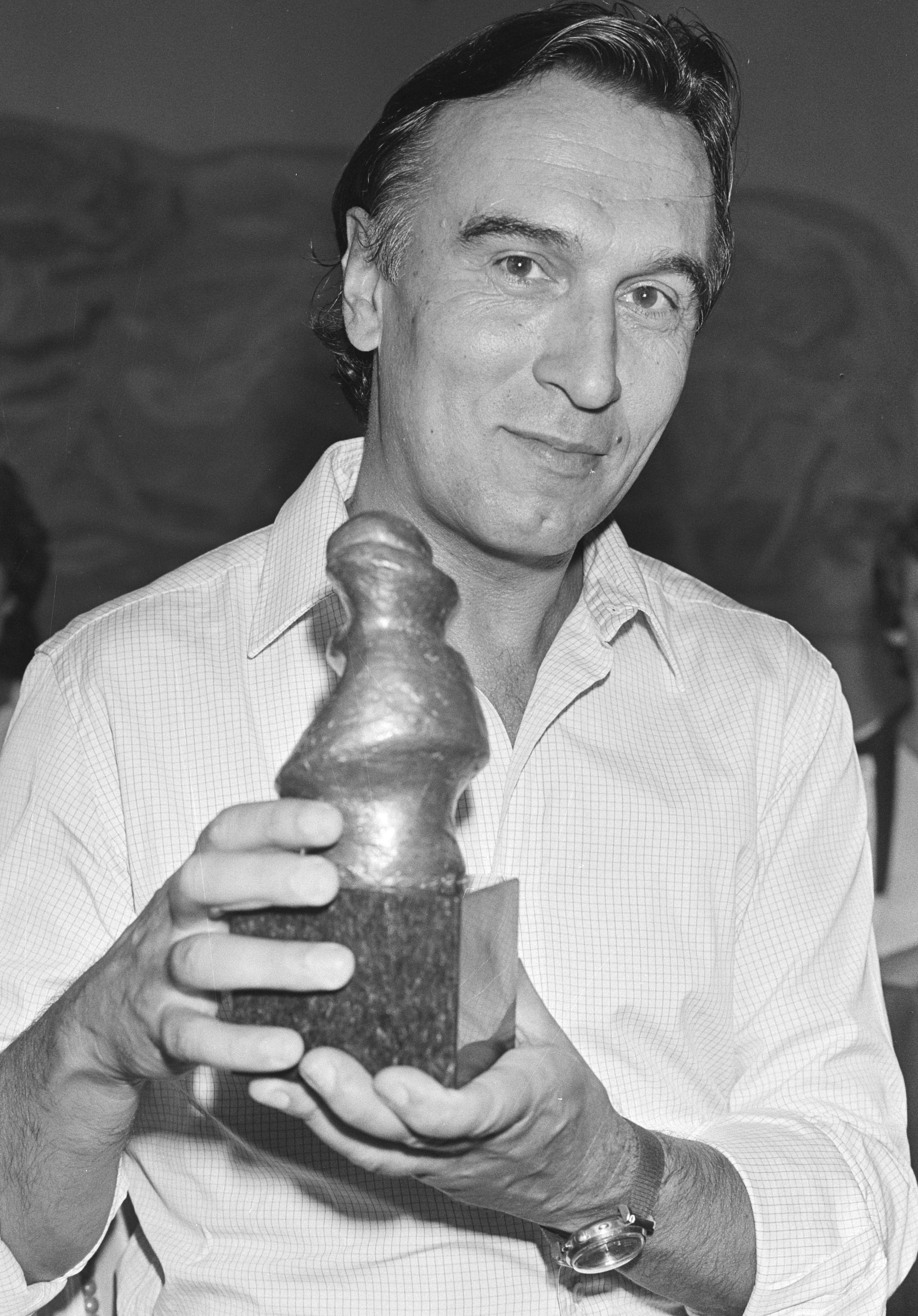
Claudio Abbado (* 1933)

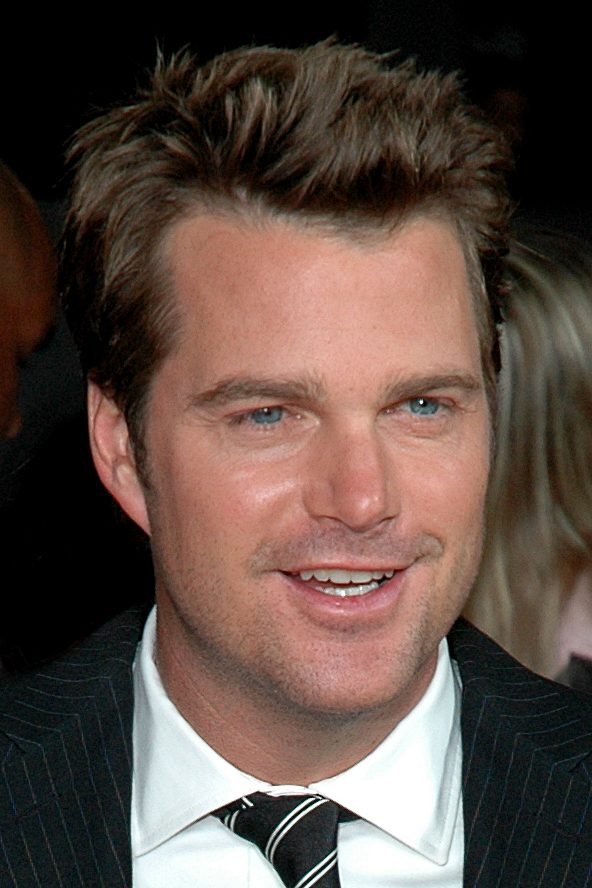
Chris O'Donnell (* 1970)

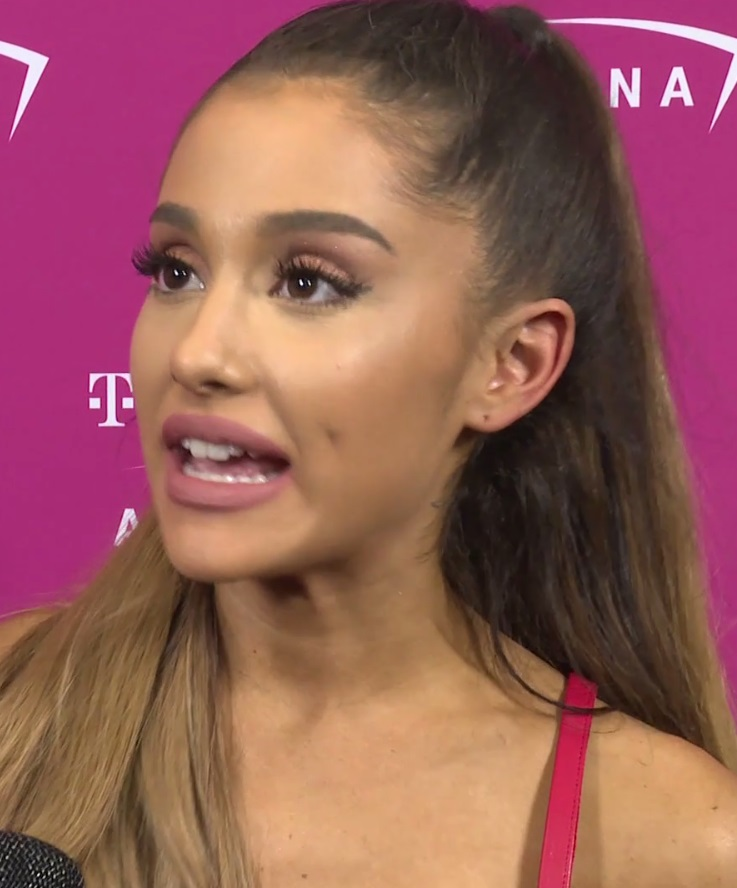
Ariana Grande (* 1993)

1561 – Erdmuthe Braniborská, braniborská princezna a pomořanská vévodkyně († 13. listopadu 1623)
- 1661 – Baltazar Fontana, italský barokní sochař a štukatér († 6. října 1733)
- 1681 – Hedvika Žofie Švédská dcera švédského krále Karla XI. († 11. prosince 1708)
- 1730 – Charles Messier, francouzský astronom († 12. dubna 1817)
- 1760 – Johann I. z Lichtenštejna, lichtenštejnský kníže († 20. dubna 1836)
- 1793 – Johann Kempen, rakouský generál, zakladatel četnictva († 29. listopadu 1863)
- 1797 – Shamil, vládce Dagestánu, Čečenska a Circassia († 4. února 1871)
- 1817 – Branwell Brontë, anglický malíř a básník († 24. září 1848)
- 1821 – Adolf Jellinek, vídeňský vrchní rabín a židovský učenec († 28. prosince 1893)
- 1832 – Gustav Meretta, rakouský architekt († 4. srpna 1888)
- 1834 – Walter B. Woodbury, britský fotograf a vynálezce († 5. září 1885)
- 1849 – Sarah Angelina Acland, anglická fotografka († 2. prosince 1920)
- 1853 – Frederick H. Evans, britský fotograf († 24. června 1943)
- 1866 – George Herbert, 5. hrabě z Carnarvonu, britským šlechtic a egyptolog († 5. dubna 1923)
- 1869 – Martin Andersen Nexø, dánský spisovatel († 1. června 1954)
- 1875 – Camille Zeckwer, americký hudební skladatel († 7. srpna 1924)
- 1882 – Oskar Lüthy, švýcarský malíř († 1. října 1945)
- 1888 – Herbert von Obwurzer, rakouský veterán, německý generál Waffen-SS († 26. ledna 1945)
- 1892 – Pearl S. Bucková, americká spisovatelka, nositelka Nobelovy ceny za literaturu († 6. března 1973)
- 1898
  - Big Bill Broonzy, americký bluesový zpěvák, kytarista a skladatel († 15. srpna 1958)
  - Willy Messerschmitt, německý letecký konstruktér († 15. září 1978)
- 1899
  - Marie Nikolajevna, třetí dcera cara Mikuláše II. († 17. července 1918)
  - Julian Révay, ministr dopravy v autonomní vládě Podkarpatské Rusi († 30. dubna 1979)
- 1902 – Hugues Cuénod, švýcarský operní pěvec († 6. prosince 2010)
- 1904 – Peter Lorre, americký herec a režisér († 23. března 1964)
- 1906 – Edward Akufo-Addo, prezident Ghany († 17. července 1979)
- 1907 – Friedrich Asinger, německý chemik († 7. března 1999)
- 1908 – Salvador Allende, prezident Chilské republiky († 11. září 1973)
- 1910 – Roy J. Plunkett, americký chemik, vynálezce teflonu († 12. května 1994)
- 1911 – Mildred Didriksonová, americká sportovkyně, olympijská vítězka († 27. září 1956)
- 1913
  - Aimé Césaire, martinický básník († 17. dubna 2008)
  - Rudolf Brazda, poslední přeživší gay vězeň koncentračních táborů († 3. srpna 2011)
  - Vida Tomšičová, slovinská politička a právnička († 10. prosince 1998)
- 1914 – Lyman Spitzer, americký astrofyzik († 31. března 1997)
- 1915
  - Mauno Manninen, finský ředitel divadla, malíř a básník († 14. září 1969)
  - Walter Farley, americký spisovatel († 16. října 1989)
- 1916
  - Jicchak Danciger, izraelský sochař († 11. července 1977)
  - Virginie Satirová, americká terapeutka († 10. září 1988)
- 1922 – Eleanor Parkerová, americká herečka († 9. prosince 2013)
- 1924 – Kostas Axelos, řecký filozof († 4. února 2010)
- 1925 – Pavel Běljajev, ruský vojenský letec a kosmonaut († 10. ledna 1970)
- 1927
  - Dimitar Popov, premiér Bulharska († 5. prosince 2015)
  - Jerry Schatzberg, americký fotograf a filmový režisér
- 1931 – Colin Wilson, britský spisovatel, filozof († 5. prosince 2013)
- 1933 – Claudio Abbado, italský dirigent († 20. ledna 2014)
- 1934
  - Anatolij Vasiljevič Ivanov, ruský hráč na bicí nástroje, skladatel a dirigent
  - Dave Grusin, americký hudebník a hudební skladatel
- 1936 – Jean-Claude Turcotte, kanadský kardinál († 8. dubna 2015)
- 1937
  - Robert Coleman Richardson, americký fyzik
  - Reggie Workman, americký kontrabasista
- 1942
  - Larry Taylor, americký baskytarista, člen skupiny Canned Heat († 19. srpna 2019)
  - Gilberto Gil, brazilský hudebník
- 1944
  - Bengt Pohjanen, švédský spisovatel, píšící švédsky, finsky a v meänkieli, a kněz
  - Gennadij Zjuganov, první tajemník Komunistické strany Ruské federace
- 1947 – Peter Sloterdijk, německý filosof, publicista a spisovatel
- 1954
  - Catherine Samba-Panza, prezidentka Středoafrické republiky
  - Lajos Bokros, maďarský politik a ekonom
  - Luis Arconada, španělský fotbalový brankář
- 1955
  - Joey Baron, americký jazzový bubeník
  - Maxime Bossis, francouzský fotbalista
  - Mick Jones, britský kytarista a zpěvák, člen skupiny The Clash
  - Muhammad Mochber, íránský politik
- 1956
  - Bernard Anthony Harris, americký lékař a astronaut
  - Véronique Genestová, francouzská herečka
- 1957
  - Mike Parker Pearson, britský archeolog
  - Andrea Pininfarina, ředitel rodinné karosářské firmy Pininfarina († 7. srpna 2008)
  - Jan Schütte, německý filmový režisér a scenárista
- 1958 – Pawel Edelman, polský kameraman
- 1961 – Manu Chao, francouzský hudebník
- 1963 – Michail Chodorkovskij, ruský podnikatel
- 1964 – Tommi Mäkinen, finský jezdec rallye
- 1968
  - Paolo Maldini, italský fotbalista
  - Guðni Thorlacius Jóhannesson, islandský historik a politik
- 1969 – Colin Greenwood, britský baskytarista, člen skupiny Radiohead
- 1970 – Chris O'Donnell, americký herec
- 1971 – Max Biaggi, italský motocyklový závodník
- 1972 – Garou, kanadský zpěvák a muzikálový herec
- 1973 – Jussi Sydänmaa, finský hudebník (Lordi)
- 1974 – Dieter Kalt, rakouský lední hokejista
- 1979 – Ryan Tedder, americký zpěvák, frontman skupiny OneRepublic.
- 1980 – Jason Schwartzman, americký herec
- 1982 – Zuzana Kučová, slovenská tenistka
- 1984
  - Aubrey Plaza, americká herečka a stand-up komička
  - Preslava, bulharská zpěvačka
- 1987 – Samir Nasri, francouzský fotbalista
- 1990 – Waisea Nayacalevu fidžijský ragbista
- 1993 – Ariana Grande, americko-italská zpěvačka, herečka a modelka
- 1994 – Catherine Beaucheminová-Pinardová, kanadská judistka
- 1995 – Adriana Ruanová, guatemalská sportovní střelkyně
- 1997 – Jacob Elordi, australský herec
- 1998 – Ugo Humbert, francouzský tenista
- 2000 – Ann Liová, americká tenistka
- 2001 – Ivan Litvinovič, běloruský gymnasta
- 2005 – Alexia Nizozemská, nizozemská princezna

## Úmrtí

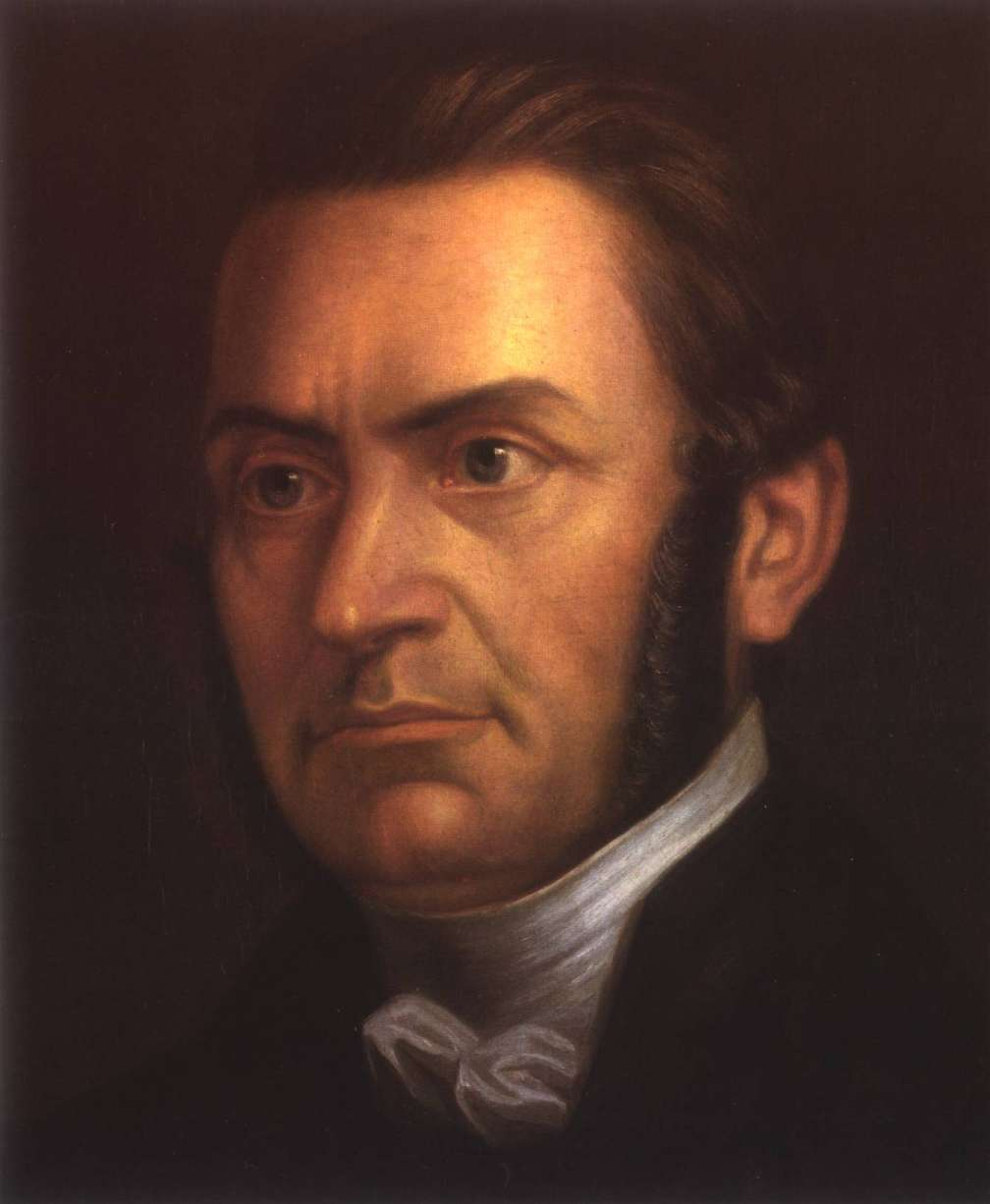
Pavel Josef Šafařík († 1861)

### Česko
- 1494 – Ctibor Tovačovský z Cimburka, moravský šlechtic, moravský zemský sudí, nejvyšší kancléř Českeho království a moravský zemský hejtman (* asi 1437–8)
- 1757 – Jan Antonín Vocásek, barokní malíř (* 26. února 1706)
- 1861 – Pavel Josef Šafařík, český a slovenský spisovatel (* 13. května 1795)
- 1872 – Jan Nepomuk Karel Krakovský z Kolovrat, český šlechtic, úředník gubernia, filantrop, vlastenec (* 12. září 1794)
- 1905 – Ferdinand Pemsel, poslanec Říšské rady a Moravského zemského sněmu a starosta Vrbovce (* ?)
- 1907 – Otto Faster, český vydavatel, překladatel, skladatel a spisovatel (* 6. února 1872)
- 1917 – Alois Daut, architekt (* října 1854)
- 1937 – Václav Tille, spisovatel (* 16. února 1867)
- 1942
  - Jaroslav Rošický, voják a odbojář (* 18. září 1884)
  - Metoděj Jan Zavoral, opat strahovského kláštera, politik (* 28. srpna 1862)
- 1946 – Emil Králík, architekt (* 21. února 1880)
- 1964 – Mirko Očadlík, hudební vědec (* 1. března 1904)
- 1971 – Rudolf Luskač, prozaik (* 21. prosince 1899)
- 1972 – Alfréd Piffl, architekt (* 1907)
- 1979 – Karel Krejčí, literární historik (* 20. srpna 1904)
- 1981 – František Kejla, matematik (* 23. listopadu 1914)
- 1985 – Jaroslav Kožešník, předseda Československé akademie věd a politik (* 8. června 1907)
- 1989 – Jakub Antonín Zemek, převor dominikánského kláštera ve Znojmě (* 15. července 1914)
- 1991 – Vlasta Fabianová, herečka (* 29. června 1912)
- 1999 – Jiří Pelikán, novinář, český komunistický a pozdější italský politik (* 7. února 1923)
- 2001 – Miroslav Dolejší, politický vězeň a publicista (* 20. listopadu 1931)
- 2003
  - Slavoj Kovařík, malíř, grafik, scénograf a básník (* 22. září 1923)
  - Jan Kudrna, ragbista a trenér (* 10. února 1923)
  - Miloš Švácha, novinář a spisovatel (* 6. května 1921)
- 2008 – Blahoslav Hruška, český sumerolog, asyriolog a religionista (* 5. května 1945)
- 2009 – Marie Buzková, od prosince 2008 nejstarší obyvatelka Česka (* 17. října 1902)
- 2015 – Kája Saudek, komiksový malíř (* 13. května 1935)

### Svět
- 1274 – Naṣīr al-Dīn al-Ṭūsī, perský učenec (* 18. února 1201)
- 1291 – Eleonora Provensálská, anglická královna jako manželka Jindřicha III. (* 1223)
- 1688 – Ralph Cudworth, anglický filozof (* 1617)
- 1793 – Karl Philipp Moritz, německý spisovatel, editor a esejista (* 15. září 1757)
- 1795 – Jakob Friedrich Ehrhart, německý lékárník a botanik (* 4. listopadu 1742)
- 1810 – Joseph-Michel Montgolfier, francouzský vynálezce, konstruktér balónu naplněného horkým vzduchem – montgolfiéru (* 26. srpna 1740)
- 1830 – Jiří IV., britský král (* 12. srpna 1762)
- 1831 – Longinus Anton Jungnitz, německý astronom, fyzik, teolog a římskokatolický duchovní (* 10. srpna 1764)
- 1833 – Mikuláš Zmeškal, slovenský skladatel a úředník (* 20. listopadu 1759)
- 1882 – Pietro Boyesen, dánský portrétní fotograf (* 1819)
- 1883 – Edward Sabine, irský astronom (* 14. října 1788)
- 1895 – Conrad Dietrich Magirus, německý podnikatel a vynálezce (* 26. září 1824)
- 1927 – Armand Guillaumin, francouzský malíř (* 16. února 1841)
- 1928 – Albert Thellung, švýcarský botanik (* 12. května 1881)
- 1937 – Adolf Erman, německý egyptolog (* 31. října 1854)
- 1943 – Karl Landsteiner, rakouský biolog a fyzik, nositel Nobelovy ceny za fyziologii a medicínu (* 14. června 1868)
- 1947 – Richard Bedford Bennett, premiér Kanady (* 3. července 1870)
- 1949 – Kim Ku, prezident Jižní Koreje (* 29. srpna 1876)
- 1955 – Engelbert Zaschka, německý hlavní inženýr, konstruktér a vynálezce (* 1. září 1895)
- 1956
  - Clifford Brown, americký trumpetista (* 30. října 1930)
  - Richie Powell, americký klavírista (* 5. září 1931)
- 1957 – Malcolm Lowry, anglický básník a spisovatel (* 28. července 1909)
- 1963 – František Grivec, slovinský jazykovědec a teolog (* 19. října 1878)
- 1971
  - Diane Arbusová, americká fotografka (* 14. března 1923)
  - Hans Falkenhagen, německý fyzik (* 13. května 1895)
  - Marcel Communeau, francouzský ragbista (* 11. září 1885)
- 1975 – Josemaría Escrivá de Balaguer, zakladatel Opus Dei (* 9. ledna 1902)
- 1977 – Oskar Morgenstern, rakouský ekonom (* 24. ledna 1902)
- 1984 – Albert Dailey, americký jazzový klavírista (* 16. června 1939)
- 1988 – Hans Urs von Balthasar, švýcarský katolický teolog (* 12. srpna 1905)
- 1990 – Joseph Carl Robnett Licklider, americký informační vědec (* 11. března 1915)
- 1996 – Veronica Guerin, irská novinářka zavražděná drogovou mafií (* 5. července 1958)
- 1997 – Israel Kamakawiwo'ole, havajský hudebník (* 20. květen 1959)
- 2000 – Ken Bell, kanadský fotograf (* 30. července 1914)
- 2002 – Philip Whalen, americký básník (* 20. října 1923)
- 2003 – Marc-Vivien Foé, kamerunský fotbalista, který zemřel přímo na fotbalovém hřišti během semifinálového zápasu poháru FIFA proti Kolumbii (* 1. května 1975)
- 2004 – Naomi Šemer, izraelská zpěvačka, autorka písní (* 13. července 1930)
- 2007 – Jupp Derwall, německý fotbalový trenér (* 10. března 1927)
- 2010
  - Algirdas Mykolas Brazauskas, první litevský prezident (* 22. září 1932)
  - Benny Powell, americký jazzový pozounista (* 1. března 1930)
- 2011 – Jan van Beveren, nizozemský fotbalista, brankář (* 5. března 1948)
- 2012 – Nora Ephronová, americká novinářka, scenáristka, režisérka a producentka (* 19. května 1941)
- 2015 – Jevgenij Primakov, premiér Ruska (* 29. října 1929)
- 2019 – Charalambos Cholidis, řecký zápasník (* 1. října 1956)

## Svátky

### Česko
- Adriana, Adrian
- Vigil

### Svět
- Mezinárodní den boje proti zneužívání drog a nezákonnému obchodování s nimi
- Mezinárodní den na podporu obětí mučení
- Madagaskar – Státní svátek, Den nezávislosti (1960)

Katolický kalendář
- Svatý Evaristus, pátý papež katolické církve

## Pranostiky

### Česko
- Svatý Jan Burian mlátí bez cepů.
- Který svatý mlátí bez cepů? Svatý Jan Burian.